# Стадии на психосоциално развитие според Ериксън
Теорията за развитието на Ерик Ериксън е нормативна теория, т.е. тя допуска, че развитието се разгръща в определена последователност и тази последователност има ясно очертан времеви диапазон и определени човешки качества, способности и характеристики се разгръщат в определени етапи от жизнения цикъл на човека, като всичко, което излиза от тази норма се счита за отклонение или патология.
Ериксън надгражда, но и разширява значително обяснението на Зигмунд Фройд на психосексуалното развитие. Ериксън осигурява теория за жизнения цикъл и психосоциалното развитие и подчертава автономното или свободно от конфликти развитие на адаптивното его. В допълнение на удовлетворяването на инстинктите човешките същества се нуждаят от категоризация и интеграция на опита си.
Изграждането и интегрирането на личността включват осеметапна последователност в жизнения цикъл, ръководена от онова, което Ериксън нарича епигенетичен принцип: „този принцип постулира, че всичко, което расте, има базисен план и че от този базисен план възникнат частите, като всяка част има своето време на възход, докато не възникват всички части, за да формират функциониращото цяло“. Всеки етап – от раждането до третата възраст, се бележи от нормативна криза, която трябва да бъде конфронтирана и разрешена. „Разрешаването“ на кризите оставя отпечатъка си върху развиващия се човек и всяка допринася за цялостно формиралата се личност. Кризите са психосоциални по природа.
Приема се, че етапите са взаимозависими и се надграждат един друг по кумулативен начин (чрез натрупване, надграждане). Формирането на идентичността включва синтез и интеграция на предишния опит и развитие, и осигурява основата, върху която ще се появи бъдещият прогрес. В теорията на Ериксън развитието продължава през целия живот.

## Стадии на психосоциално развитие

### Доверие срещу недоверие (младенчество – до 2 години)
При раждането си бебета са доминирани от биологически потребности и драйвове. Качеството на тяхното взаимоотношение с грижещите се за тях ще повлияе върху степента, до която ще се чувства доверие (или недоверие) към другите и света като цяло. С този етап се свързва добродетелта вяра. В психоаналитични изследвания на преживяванията на хората във връзка със сукането се установява, че тези деца, които са отучени да сучат до 5-ия си месец развиват чувство на песимизъм към света и хората, за разлика от тези, които са отучени след 5 месеца, у които се намира чувство за оптимизъм към света и хората.

### Автономия срещу съмнение и срам (ранно детство – 2 до 3/4 години)
Социалните изисквания за самоконтрол и регулация на телесните функции (обучение за ползване на тоалетната) влияят върху чувствата на Аз-ефективност срещу съмнение в себе си. Качеството воля – волята да се прави това, което се очаква от теб и което се очаква по принцип, възниква на този втори етап.

### Инициатива срещу вина (предучилищна възраст – 3/4 до 6/7 години)
Тук децата започват активно да изследват и да се намесват в своята среда. На този етап възниква добродетелта целенасоченост – смелостта да се преследват лично значими цели независимо от рисковете и възможния неуспех.

### Трудолюбие срещу малоценност (училищна възраст – 6/7 години до 11/12)
Социалният контекст, в който се разрешават първите три кризи, е до голяма степен домът и непосредственото семейство. На четвъртия етап обаче децата започват някакво формално обучение. Овладяването на задачите и уменията, които се ценят от учителите и широкото общество, сега е фокусът на цялото внимание. Казва се, че се развива качеството компетентност.

### Идентичност срещу дифузия (юношество – от пубертета 12/13 до 20 години)
Това е кулминационната стъпка в схемата на Ериксън, когато юношите активно се опитват да синтезират своя опит, за да формират стабилно чувство за лична идентичност. Ериксън подчертава ролята на точното самопознание и сверяването с реалността. Хората започват да разглеждат себе си като продукти на миналия си опит и да чувстват континуитета на опита. Положителното разрешаване на предишните кризи – постигането на доверие, автономия, воля и трудолюбие, улеснява формирането на идентичността, докато провалите в разрешаването им могат да доведат до дифузия на идентичността. Верността, способността да се поддържа ангажираност независимо от противоречивите ценностни системи, е добродетелта, която възниква по време на юношеството.

### Интимност срещу изолация (младост – 20 до 35 години)
На този етап човек трябва да е готов и да е способен да обедини собствената си идентичност с тази на друг човек. Тъй като истинското себеразкриване и взаимността правят човека нараним, задължителното условие за тях е здравото чувство за идентичност. Любовта е качеството, което набира сили по време на този етап.

### Генеративност срещу стагнация (зрялост – 35 до 60 години)
Това е времето в жизнения цикъл, когато човек се стреми да актуализира идентичността, която е била формирана и споделена с избраните други хора. Генерирането или създаването на поколение, артефакти, идеи и продукти се включва на този етап. Сега възниква добродетелта полагане на грижи: генеративните възрастни се грижат за другите чрез полагането на родителски грижи, преподаване, наблюдаване на подчинените и други, докато стагнираните възрастни са абсорбирани от своите собствени лични потребности.

### Интегритет срещу отчаяние (старост – над 65 години)
Този последен етап се фокусира върху възприеманото завършване или осъществяване на собствения жизнен цикъл. Последната добродетел, която трябва да възникне, е мъдростта. Мъдрият човек разбира относителната природа на познанието и приема, че собственият му живот е трябвало да протече по начина, по който е протекъл.